# ライシーアム運動
ライシーアム運動（ライシーアムうんどう、英語: lyceum movement）は、19世紀のアメリカ合衆国、特に北東部と中西部で盛んだった、公共的プログラムとエンターテイメントを提供するために組織された運動で、その一部は20世紀初めまで存続した。
「ライシーアム」とは、アリストテレスが開設した学校リュケイオンに由来する言葉であり、それぞれの地域に、社会教育の場として住民の学習施設を設けようとする運動であった。

## 起源
1826年、鉱物学者であったジョサイア・ホルブルックが、マサチューセッツ州ミルベリーで、科学と実用知識の交流を目的に、おもに労働者階級を対象とし、「相互教授 (mutual instruction)」を理念とした教育運動を始めた。ホルブルックは、1829年に、活動の拠点となるライシーアムの一層の普及を目指してパンフレット『アメリカン・ライシーアム、すなわち学校改善と実用知識普及のための協会 (American Lyceum, or Society for the Improvement of Schools, and Diffusion of Useful Knowledge)』を発表した。1831年には全国組織「American Lyceum」が発足し、1834年の時点で各地に3000以上の組織が存在していた。

## 最盛期
ライシーアム運動は、南北戦争前の時期に、その最盛期を迎えた。公的なライシーアム組織が、各地に設けられ、フロリダやデトロイトにも組織が設けられた。超越論の立場にあったラルフ・ワルド・エマーソンやヘンリー・デイヴィッド・ソローはこの運動を支持し、各地で行われたライシーアムの集会で何度も講演を行なった。若き日のエイブラハム・リンカーンは、イリノイ州スプリングフィールドのライシーアムで講演を行なっていた。

## 関連文献
- Ray, Angela G. The Lyceum and Public Culture in the Nineteenth Century United States. E. Lansing: Michigan State University Press, 2005.
- Powell, E. P., “The Rise and Decline of the New England Lyceum”, The New England Magazine, Vol. 17, No. 6 (February 1895), pp. 730–739.
- A.A. Wright, ed. (1906), Who's who in the lyceum, Philadelphia: Pearson brothers
- Wright, Tom F., ed. 'The Cosmopolitan Lyceum: lecture culture and the globe in nineteenth-century America'. Amherst: University of Massachusetts Press, 2013.